# مدرک افتخاری
مدرک افتخاری مدرکی دانشگاهی است که توسط یک دانشگاه یا مؤسسهٔ آموزشی و پژوهشی بدون طی روندهای معمولی اخذ مدرک، به فرد اعطا می‌شود.

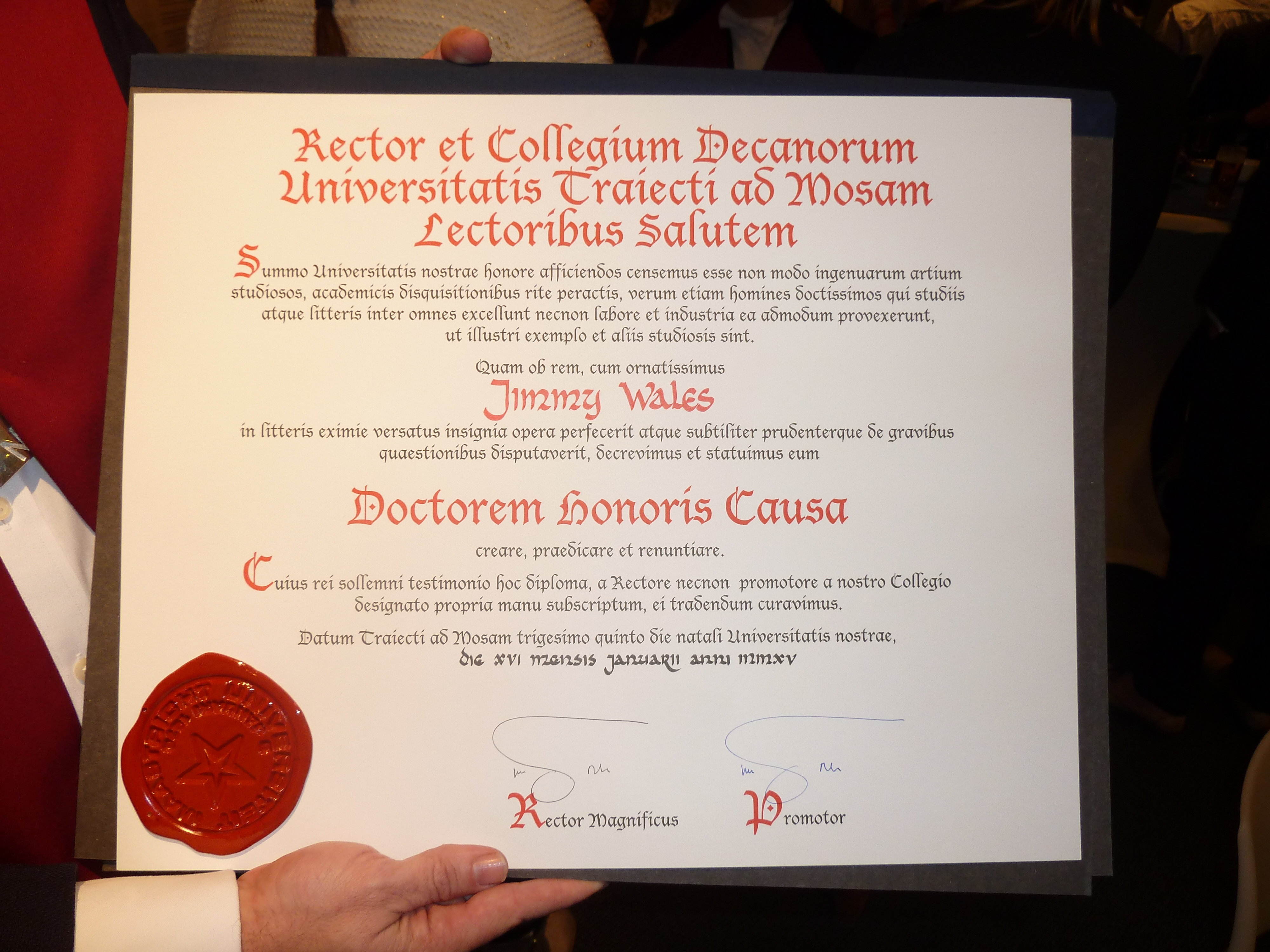
دکترای افتخاری جیمی ویلز از دانشگاه ماستریخت

این مدرک اغلب برای ارج نهادن به مشارکت بازدیدکنندگان برجسته در یک زمینه خاص یا به‌طور کلی به جامعه اعطا می‌شود و فاقد هرگونه ارزش علمی و پژوهشی است. گاهی توصیه می‌شود که چنین مدارکی در رزومه (CV) فرد به عنوان جایزه درج شود و نه در بخش آموزش.